# Pallavolo Hermaea 2024-2025
Questa voce raccoglie le informazioni riguardanti la Pallavolo Hermaea nelle competizioni ufficiali della stagione 2024-2025.

## Stagione
Nella stagione 2024-25 la Pallavolo Hermaea assume la denominazione sponsorizzata di Resinglass Olbia.
Partecipa per l'undicesima stagione consecutiva al campionato di Serie A2 terminando il girone B della regular season al settimo posto in classifica. Disputa quindi la pool salvezza che chiude al primo posto conquistando la permanenza nel campionato cadetto.

## Organigramma societario
Area direttiva
- Presidente: Piergiorgio Marcelli
- Direttore tecnico: Michelangelo Anile
- Direttore sportivo: Jenny Barazza
- Team manager: Aldo Decortes

Area tecnica
- Allenatore: Dino Guadalupi
- Allenatore in seconda: Tommaso Monterisi
- Scout Man: Antonio D'Ambrosio

Area comunicazione
- Addetto stampa: Roberto Rubiu
- Resposabile relazioni esterne: Luisa Cardinale
- Fotografo: Luigi Fiori, Santino Carta Deiana

Area marketing
- Responsabile marketing: Cecilia Sarti

Area sanitaria
- Preparatore atletico: Tommaso Monterisi

## Rosa
| N° | Nome             | Ruolo | Data di nascita  | Nazionalità sportiva |
| -- | ---------------- | ----- | ---------------- | -------------------- |
| 1  | Karin Barbazeni  | C     | 24 febbraio 1999 | Italia               |
| 2  | Naomi Ngolongolo | C     | 26 dicembre 2002 | Francia              |
| 7  | Sophie Blasi     | L     | 16 dicembre 2002 | Italia               |
| 9  | Rosita Civetta   | P     | 21 febbraio 2003 | Italia               |
| 10 | Laura Partenio   | S     | 29 dicembre 1991 | Italia               |
| 11 | Sara Fontemaggi  | S     | 6 dicembre 2002  | Italia               |
| 12 | Piia Korhonen    | O     | 12 gennaio 1997  | Finlandia            |
| 13 | Laura Pasquino   | P     | 9 gennaio 2002   | Italia               |
| 14 | Alice Trampus    | S     | 22 aprile 2004   | Italia               |
| 16 | Hanna Kögler     | S     | 2 ottobre 2004   | Germania             |
| 17 | Michela Negri    | C     | 10 gennaio 2003  | Italia               |
| 18 | Caterina Piredda | O     | 18 giugno 2006   | Italia               |

## Mercato
| Acquisti | Acquisti         | Acquisti        | Acquisti   |
| R.       | Nome             | da              | Modalità   |
| -------- | ---------------- | --------------- | ---------- |
| C        | Karin Barbazeni  | Soverato        | definitivo |
| S        | Hanna Kögler     | Dresdner        | definitivo |
| O        | Piia Korhonen    | Helvia Recina   | definitivo |
| C        | Michela Negri    | Gossolengo      | definitivo |
| C        | Naomi Ngolongolo | Levallois Paris | definitivo |
| P        | Laura Pasquino   | Bergamo 1991    | definitivo |
| O        | Caterina Piredda | Busnago         | definitivo |
| S        | Alice Trampus    | Fratte          | definitivo |

| Cessioni | Cessioni         | Cessioni       | Cessioni   |
| R.       | Nome             | a              | Modalità   |
| -------- | ---------------- | -------------- | ---------- |
| O        | Virginia Adriano | Bergamo 1991   | definitivo |
| C        | Letizia Anello   | Vicenza        | definitivo |
| C        | Islam Gannar     | Talmassons     | definitivo |
| S        | Yūka Imamura     | ?              | ?          |
| C        | Melissa Marku    | Casalmaggiore  | definitivo |
| S        | Bianca Orlandi   | Futura Giovani | definitivo |
| P        | Dana Schmit      | Mondovì        | definitivo |

## Risultati

### Serie A2

#### Girone di andata
| 1ª Giornata - 6 ottobre 2024 Palazzetto dello Sport, Concorezzo      | Concorezzo | 3 - 0 | Hermaea        | 25-20, 25-21, 25-20               |
| 2ª Giornata - 13 ottobre 2024 Geopalace, Olbia                       | Hermaea    | 3 - 1 | Esperia        | 20-25, 25-21, 25-18, 25-22        |
| 3ª Giornata - 19 ottobre 2024 Pala Francescucci, Casnate con Bernate | Alba       | 3 - 1 | Hermaea        | 23-25, 25-21, 25-14, 25-21        |
| 4ª Giornata - 27 ottobre 2024 Geopalace, Olbia                       | Hermaea    | 0 - 3 | Futura Giovani | 22-25, 11-25, 13-25               |
| 5ª Giornata - 3 novembre 2024 Palazzo dello Sport, Trebaseleghe      | Fratte     | 3 - 1 | Hermaea        | 25-21, 22-25, 25-18, 25-18        |
| 6ª Giornata - 27 novembre 2024 Geopalace, Olbia                      | Hermaea    | 3 - 2 | Offanengo      | 25-22, 21-25, 25-22, 17-25, 15-13 |
| 7ª Giornata - 17 novembre 2024 Palasport Da Copertino, Lecce         | Melendugno | 0 - 3 | Hermaea        | 24-26, 21-25, 18-25               |
| 8ª Giornata - 24 novembre 2024 Geopalace, Olbia                      | Hermaea    | 3 - 1 | Trentino       | 25-22, 25-15, 21-25, 31-29        |
| 9ª Giornata - 1º dicembre 2024 Palazzetto dello Sport, Vasto         | Altino     | 0 - 3 | Hermaea        | 19-25, 21-25, 22-25               |

#### Girone di ritorno
| 10ª Giornata - 8 dicembre 2024 Geopalace, Olbia          | Hermaea        | 3 - 1 | Concorezzo | 25-15, 25-22, 23-25, 25-23        |
| 11ª Giornata - 14 dicembre 2024 PalaRadi, Cremona        | Esperia        | 3 - 0 | Hermaea    | 25-17, 25-21, 25-21               |
| 12ª Giornata - 22 dicembre 2024 Geopalace, Olbia         | Hermaea        | 3 - 2 | Alba       | 21-25, 18-25, 26-24, 25-21, 15-12 |
| 13ª Giornata - 26 dicembre 2024 PalaBorsani, Castellanza | Futura Giovani | 3 - 0 | Hermaea    | 25-18, 25-10, 25-14               |
| 14ª Giornata - 5 gennaio 2025 Geopalace, Olbia           | Hermaea        | 2 - 3 | Fratte     | 25-21, 28-26, 27-29, 17-25, 11-15 |
| 15ª Giornata - 12 gennaio 2025 PalaCoim, Offanengo       | Offanengo      | 3 - 1 | Hermaea    | 21-25, 25-20, 25-14, 26-24        |
| 16ª Giornata - 19 gennaio 2025 Geopalace, Olbia          | Hermaea        | 3 - 1 | Melendugno | 20-25, 25-23, 25-22, 25-15        |
| 17ª Giornata - 26 gennaio 2025 Sanbàpolis, Trento        | Trentino       | 3 - 0 | Hermaea    | 25-21, 30-28, 25-19               |
| 18ª Giornata - 2 febbraio 2025 Geopalace, Olbia          | Hermaea        | 3 - 0 | Altino     | 25-11, 25-16, 25-18               |

#### Pool salvezza
| 1ª Giornata - 15 febbraio 2025 PalaRadi, Cremona               | Casalmaggiore | 3 - 0 | Hermaea       | 25-23, 25-16, 25-23               |
| 2ª Giornata - 19 febbraio 2025 Geopalace, Olbia                | Hermaea       | 3 - 2 | CLAI Imola    | 24-26, 25-14, 25-15, 20-25, 15-9  |
| 3ª Giornata - 22 febbraio 2025 Geopalace, Olbia                | Hermaea       | 2 - 3 | Castelfranco  | 25-22, 25-23, 27-29, 18-25, 14-16 |
| 4ª Giornata - 2 marzo 2025 PalaManera, Mondovì                 | Mondovì       | 0 - 3 | Hermaea       | 21-25, 15-25, 33-35               |
| 5ª Giornata - 9 marzo 2025 Geopalace, Olbia                    | Hermaea       | 3 - 1 | Lecco Picco   | 25-20, 25-22, 19-25, 25-15        |
| 6ª Giornata - 16 marzo 2025 Geopalace, Olbia                   | Hermaea       | 3 - 0 | Casalmaggiore | 25-11, 25-19, 25-19               |
| 7ª Giornata - 22 marzo 2025 PalaRuggi, Imola                   | CLAI Imola    | 3 - 0 | Hermaea       | 25-21, 25-13, 25-21               |
| 8ª Giornata - 30 marzo 2025 PalaParenti, Santa Croce sull'Arno | Castelfranco  | 3 - 1 | Hermaea       | 25-23, 19-25, 25-21, 25-12        |
| 9ª Giornata - 6 aprile 2025 Geopalace, Olbia                   | Hermaea       | 3 - 0 | Mondovì       | 25-17, 25-15, 25-22               |
| 10ª Giornata - 13 aprile 2025 PalaBione, Lecco                 | Lecco Picco   | 3 - 0 | Hermaea       | 25-19, 25-23, 25-18               |

## Statistiche

### Statistiche di squadra
| Competizione | Punti | In casa | In casa | In casa | In trasferta | In trasferta | In trasferta | Totale | Totale | Totale |
| Competizione | Punti | G       | V       | P       | G            | V            | P            | G      | V      | P      |
| ------------ | ----- | ------- | ------- | ------- | ------------ | ------------ | ------------ | ------ | ------ | ------ |
| Serie A2     | 41    | 14      | 11      | 3       | 14           | 3            | 11           | 28     | 14     | 14     |
| Totale       | -     | 14      | 11      | 3       | 14           | 3            | 11           | 28     | 14     | 14     |

G = partite giocate; V = partite vinte; P = partite perse 

### Statistiche dei giocatori
| Giocatore     | Serie A2 | Serie A2 | Serie A2 | Serie A2 | Serie A2 | Totale | Totale | Totale | Totale | Totale |
| Giocatore     | P        | PT       | AV       | MV       | BV       | P      | PT     | AV     | MV     | BV     |
| ------------- | -------- | -------- | -------- | -------- | -------- | ------ | ------ | ------ | ------ | ------ |
| K. Barbazeni  | 28       | 147      | 78       | 49       | 20       | 28     | 147    | 78     | 49     | 20     |
| S. Blasi      | 28       | 0        | 0        | 0        | 0        | 28     | 0      | 0      | 0      | 0      |
| R. Civetta    | 17       | 5        | 2        | 2        | 1        | 17     | 5      | 2      | 2      | 1      |
| S. Fontemaggi | 24       | 118      | 107      | 7        | 4        | 24     | 118    | 107    | 7      | 4      |
| H. Kögler     | 14       | 24       | 22       | 2        | 0        | 14     | 24     | 22     | 2      | 0      |
| P. Korhonen   | 28       | 379      | 323      | 38       | 18       | 28     | 379    | 323    | 38     | 18     |
| M. Negri      | 26       | 32       | 16       | 12       | 4        | 26     | 32     | 16     | 12     | 4      |
| N. Ngalongolo | 28       | 217      | 149      | 58       | 10       | 28     | 217    | 149    | 58     | 10     |
| L. Partenio   | 28       | 325      | 286      | 29       | 10       | 28     | 325    | 286    | 29     | 10     |
| L. Pasquino   | 28       | 105      | 34       | 55       | 16       | 28     | 105    | 34     | 55     | 16     |
| C. Piredda    | 5        | 5        | 4        | 1        | 0        | 5      | 5      | 4      | 1      | 0      |
| A. Trampus    | 28       | 230      | 200      | 18       | 12       | 28     | 230    | 200    | 18     | 12     |

P = presenze; PT = punti totali; AV = attacchi vincenti; MV = muri vincenti; BV = battute vincenti